# Зоряний пил (фільм, 1973)
«Зоряний пил» (італ. «Polvere di stelle») — італійська музична кінокомедія з Альберто Сорді та Монікою Вітті в головних ролях, що вийшла 15 листопада 1973 року.

## Сюжет
Фільм розповідає про пригоди двох посередніх акторів кабаре, Міммо Адамі та Деу Дані, які намагаються звести кінці з кінцями під час Другої світової війни. Їх трупа, після періоду бездіяльності, приймає пропозицію попрацювати: в Абруццо, куди жодна інша трупа не погодилася б поїхати.

## У ролях
| Альберто Сорді   | ···· | Міммо Адамі          |
| Моніка Вітті     | ···· | Деа Дані             |
| Джон Філліп Ло   | ···· | американець          |
| Ванда Осіріс     | ···· | грає сама собу       |
| Едоардо Файєта   | ···· | Дон Чіччіо Карачіоні |
| Карло Даппорто   | ···· | грає сам себе        |
| Франко Ангрісано | ···· | федерал              |
| Діно Курчіо      | ···· | Піцціко              |
| Франка Сканьєтті | ···· | тітка Дона Чіччіо    |
| Альфредо Адамі   | ···· | комік Бістеччоне     |

## Знімальна група
| Режисер    | ···· | Альберто Сорді                                       |
| Сценарій   | ···· | Руджеро Маккарі, Альберто Сорді, Бернардіно Дзаппоні |
| Продюсер   | ···· | Едмондо Аматі                                        |
| Оператор   | ···· | Франко Ді Джакомо                                    |
| Композитор | ···· | П'єро Піччоні                                        |
| Художник   | ···· | Маріо Гарбулья, Бруна Пармезан                       |
| Монтаж     | ···· | Раймондо Крочані                                     |